# Мексиканская геоемида
Мексиканская геоемида (лат. Rhinoclemmys rubida) — вид черепах семейства азиатских пресноводных черепах. Включает 2 подвида.

## Описание
Общая длина карапакса достигает 17—23 см. Наблюдается половой диморфизм: самки крупнее самцов. Голова среднего размера. Нос выступает вперед. Клюв крючковатый. Карапакс плоский с килем по середине, в задней части расширяется в высоту и в ширину. Конечности с большими щитками.
На голове рисунок в виде лошадиной подковы красного или желтого цвета. Широкая светлая полоса проходит от глаза к ушным щиткам, другая — от угла рта к ушным щиткам. Челюсти и подбородок желтые с темными полосками. Карапакс желтовато-коричневой окраски с темной каймой щитков. Пластрон желтый с тёмным длинным пятном посередине. На лапах есть большие желтые или красные щитки с тёмными пятнами.
У Rhinoclemmys rubida rubida на голове удлиненное височная пятно. Карапакс светло-коричневого цвета с тёмными пятнами. Горловые щитки примерно в 2 раза длиннее плечевых. Краевые щитки немного нависают. У Rhinoclemmys rubida perixantha карапакс со светло-коричневыми краевыми щитками без пятен. Реберные щитки более тёмные, чем позвоночные и краевые. Горловые щитки только немного длиннее плечевых. Краевые щитки отчетливо нависают, а височная пятно овальной формы.

## Образ жизни
Населяют низменные леса и холмы. Ведет наземный образ жизни. Встречается на высоте до 1350 м над уровнем моря. Черепаха активна в сезон дождей (июнь-ноябрь). Питается в основном растительной пищей.
Самка откладывает 1—3 белых продолговатых яйца размером 62 × 25 мм. Размер новорожденных черепашат составляет 50—52 мм.

## Распространение
Обитает на западном побережье Мексики.

## Подвиды
- Rhinoclemmys rubida rubida
- Rhinoclemmys rubida perixantha